# Hiram Wesley Evans
Hiram Wesley Evans, född 26 september 1881 i Ashland i Alabama, död 14 september 1966 i Atlanta i Georgia, var ledare för Ku Klux Klan i USA mellan 1922 och 1938.